# Black metal
Il black metal è uno dei sottogeneri più estremi dell'heavy metal. Dal punto di vista stilistico la variante più classica del genere è contraddistinta da strutture minimaliste e da un suono estremamente distorto e violento, volto a creare sensazioni sinistre, di cui esistono tuttavia numerose varianti. Il cantato è in scream e talvolta sono presenti intermezzi di chitarra acustica, vagamente ispirati al folk nord-europeo, atti a evocare atmosfere ancestrali.
È conosciuto anche per certe tematiche discusse, spesso vicine al satanismo, al paganesimo, al nazismo e all'anticristianesimo, e ha ottenuto una certa attenzione mediatica per via di gravi fatti di cronaca che hanno visto protagonisti alcuni suoi esponenti, tra cui suicidi, vandalismi contro luoghi cristiani e perfino omicidi.
Alcune delle tematiche che caratterizzano altri gruppi o artisti riguardano il nichilismo, la misantropia, il tema della morte e il suo mistero, la celebrazione romantica di miti e tradizioni nordiche, la natura e il nazionalismo. Nonostante ciò, come in tutto l'heavy metal, non c'è un'ideologia comune al genere, e sono presenti scene come il black metal di ispirazione cristiana (detto unblack metal, spesso deriso e osteggiato) o politicizzate a sinistra come la scena "rabm" (red anarchist black metal), peraltro molto diffusa negli Stati Uniti.
Genere prevalentemente underground, il black metal si è diffuso in Europa, soprattutto in paesi scandinavi come Norvegia, Svezia e Finlandia, seppur in misura nettamente prevalente nel primo di essi, nonché in Italia, in Francia e nell'Europa dell'est.

## Storia del genere

### La nascita

#### Prima ondata e origini

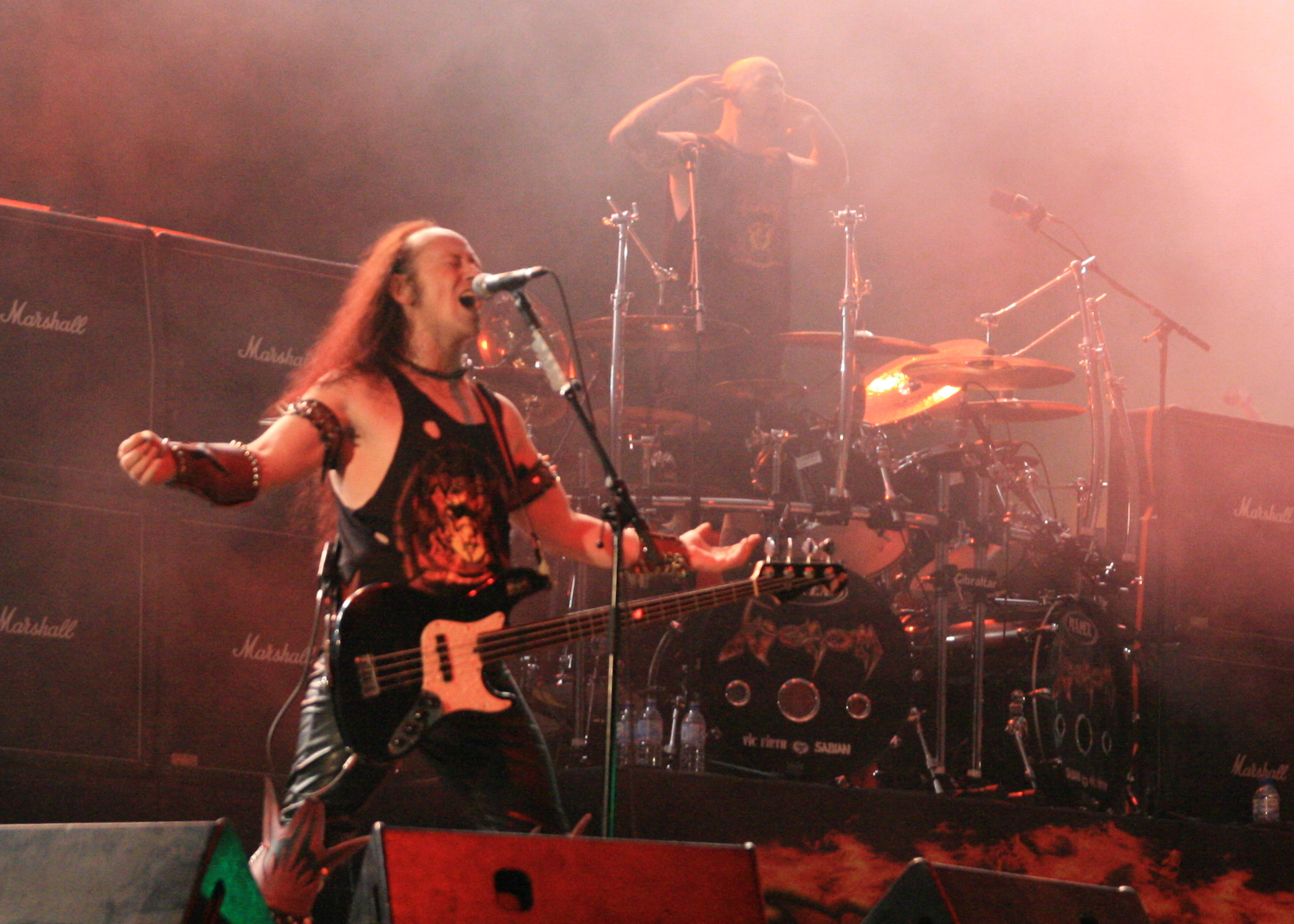
I Venom durante un concerto nel 2008.

Il black metal si divide in due differenti ondate. La "prima ondata" nacque nei primi anni ottanta ed è rappresentata da vari gruppi come Venom, Bathory, Slayer, Kreator, Sodom, Sarcofago, Celtic Frost, Hellhammer e Mercyful Fate.
La denominazione "black" proviene dal titolo del secondo album dei Venom, Black Metal (1982) che con questo termine si autodefinirono.
In realtà questo movimento è stilisticamente distinto da quello che attualmente viene definito come black metal poiché la musica prodotta allora era riconducibile principalmente allo speed/thrash metal o heavy metal classico. I gruppi definiti black erano accomunati più dall'immagine e dall'atmosfera oscura dei loro spettacoli dal vivo che dalla proposta musicale.

#### Seconda ondata e nascita dell'attuale black metal
Con la diffusione del death metal nella seconda metà degli anni ottanta, la "prima ondata black metal" andò in declino quasi fino a scomparire. A metà degli anni ottanta si formarono in Norvegia i Mayhem, band che avviò la carriera suonando un genere musicale riconducibile allo speed-thrash metal dei Celtic Frost e Venom. All'inizio degli anni novanta poi, i Mayhem e alcuni altri gruppi norvegesi ebbero una totale svolta stilistica, dando vita a uno stile di musica che pose le basi per quello che oggi viene definito come black metal.
Infatti, con band come Mayhem, Darkthrone e Immortal nacque la cosiddetta "seconda ondata black metal", che generò un vero e proprio nuovo stile musicale, una musica differente dallo stile, vicino allo speed/thrash metal, della cosiddetta "prima ondata". Le caratteristiche di questo nuovo tipo di musica sanciranno la nascita di quello che più comunemente è definito come black metal. Alcune caratteristiche di questo nuovo genere sono i riff di chitarra violenti e convulsi, suonati in tremolo picking, voci urlate in scream, atmosfere tetre e pattern di batteria martellanti con un uso frequente del blast beat, questi ultimi presenti anche nel death metal.

### La diffusione

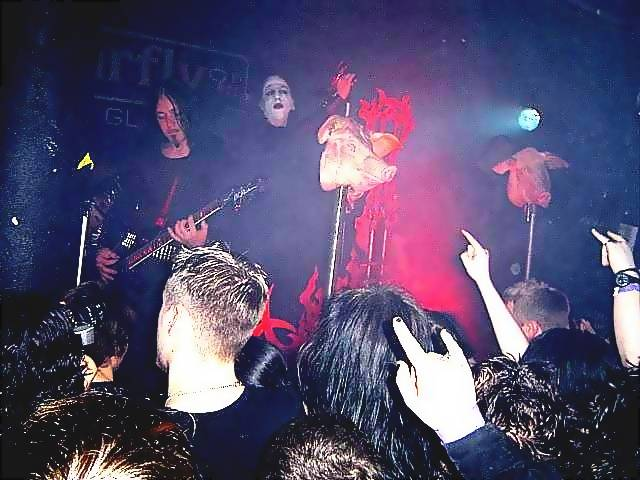
I Mayhem in concerto nel 2004.

I Mayhem furono tra i primi gruppi della "seconda ondata del black metal", nonostante l'EP Deathcrush del 1987 fosse ancora vicino al thrash metal e quindi assimilabile alla prima ondata. All'inizio degli anni novanta nacque il black metal scandinavo, prima in Norvegia con esponenti come, oltre ai Mayhem, Immortal, Darkthrone, Satyricon, Emperor, Burzum, Gorgoroth, Carpathian Forest, Dimmu Borgir, Thorns, Gehenna, 1349, Enslaved, Ulver, Taake, In the Woods... e Tsjuder, ed in seguito in tutta la Scandinavia.
È infatti importante anche la scena svedese, grazie all'opera di Bathory, Dark Funeral, Nifelheim, Marduk, Dissection, Watain, Funeral Mist, Abruptum, Naglfar e Setherial.
Nella scena finlandese militavano gruppi come Impaled Nazarene, Beherit, Sargeist, Arcadian Nocturne, Behexen, Satanic Warmaster, Archgoat, Azaghal, Barathrum, Wyrd, Dolorian e Horna. Da queste parti il black metal assunse caratteristiche distinte, con brani più corti e più tecnici, più potenti e con una superiore qualità di registrazione.
Oltreoceano il genere non ha riscosso un particolare successo; soprattutto negli Stati Uniti i fan del metal estremo hanno privilegiato i gruppi thrash e death metal.

### Anni 2000
Attorno agli anni duemila molti dei gruppi storici hanno subito radicali cambiamenti e molte band si sono sciolte (è il caso di citare gli Emperor) o hanno intrapreso differenti direzioni musicali (Mayhem, Darkthrone, Satyricon, Behemoth). Al contempo numerose formazioni provenienti dall'Est Europeo si sono affacciate sulla scena internazionale (in particolar modo i rumeni Negura Bunget e gli ucraini Drudkh) così come si è imposta la scena nordamericana (il "cascadian black metal", caratterizzato da atmosfere tribali, più romantico-naturalistiche che oscure; band importanti sono i Wolves in the Throne Room e la band black-doom Agalloch). Da segnalare sono inoltre i gruppi appartenenti alla scena francese, come Peste Noire, Alcest, Mütiilation, Deathspell Omega, Anorexia Nervosa e Vlad Tepes. Anche nella scena italiana troviamo nomi come Aborym, Frostmoon Eclipse, Beatrik, Forgotten Tomb che hanno contribuito ad arricchire di varie sfaccettature lo scenario black metal mondiale. Una tendenza generale del black metal del decennio 2000 è stato il progressivo abbandono degli elementi più apertamente provocatori in virtù di un approccio maggiormente legato a tematiche quali il mito, la spiritualità o la riscoperta delle tradizioni dei vari paesi (seppur declinate in tonalità tenebrose o comunque malinconiche e nostalgiche). Questo processo d'altronde era stato già avviato negli anni novanta da gruppi come gli Ulver o lo stesso Burzum. La tematica satanista è divenuta minoritaria, con l'eccezione tuttavia della corrente "religious" che ne ha proposto un revival. Questa corrente è però caratterizzata da testi più sofisticati, che indagano il satanismo su un piano filosofico o teologico, talvolta senza un'esplicita adesione.

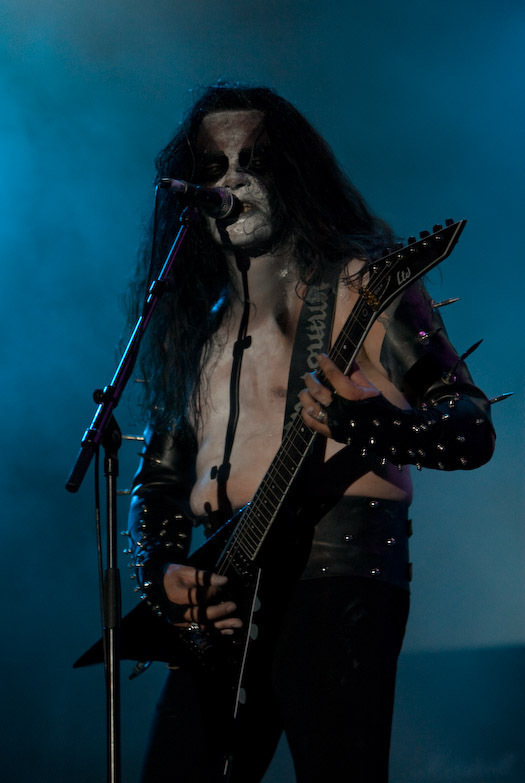
Abbath, chitarrista e cantante degli Immortal, in un'esibizione live.

## Stile musicale
I canoni musicali che caratterizzano il black metal sono: la voce in scream; l'uso massiccio della doppia cassa unitamente a tecniche tipiche del grindcore e del death metal, come il blast beat (che permette alte velocità di esecuzione) nelle parti di batteria; il ruolo subordinato del basso; la forte distorsione delle chitarre, l'uso frequente di tremolo picking e sovente di arpeggi o accordi pieni in distorsione.
La produzione è spesso particolarmente scarna, fino al punto di risultare di scarsa qualità. Ovviamente questo costituisce solo uno schema, dal quale molti si sono distaccati (si pensi al black di scuola svedese), e che ha fatto identificare per lungo tempo il black metal come un genere dalla spiccata semplicità e immediatezza, adatto a persone con scarsi mezzi tecnici. In realtà il fiorire di progetti individuali, con o senza l'ausilio del sintetizzatore, e le numerose collaborazioni e progetto parallelo come strumentisti, spesso polistrumentisti, in più formazioni, testimoniano il valore dei singoli compositori ed esecutori.
Nel corso degli anni anche il black ha subito una progressione a livello tecnico e melodico. I Mayhem, ad esempio, hanno avuto il pregio di inserire nel genere elementi tecnici. Un importante apporto in quest'ottica si è dovuto alla preparazione tecnica del batterista Hellhammer, abbattendo il pregiudizio che i musicisti di generi estremi siano tecnicamente limitati e votati unicamente a velocità e dinamiche esagerate di suono.
Supposizione smentita ulteriormente dalla nascita di numerose contaminazioni, spesso volte ad impreziosire il genere con contenuti musicali più raffinati inserendo componenti sinfoniche, come fatto da gruppi quali Limbonic Art, Dimmu Borgir e Ulver, e talvolta persino epiche, come nel caso di Keep Of Kalessin, Emperor, Satyricon, Enslaved e Borknagar. Tutto ciò ha offerto al black metal una varietà di suono e di contenuto che ne rende praticamente impossibile una classificazione omogenea e che ha creato numerosi sottogeneri, spaziando dalle sonorità pesanti delle band che più tendono al death metal fino agli accenti più sinfonici del symphonic black metal.

## Immaginario visivo ed esibizioni
Molti gruppi decidono di non suonare dal vivo. Molti di coloro che suonano dal vivo affermano che le loro esibizioni "non sono intrattenimento o spettacolo. Sincerità, autenticità ed estremismo vengono valutati al di sopra di tutto". Alcuni gruppi considerano i loro concerti come dei "rituali" e fanno spesso uso di oggetti di scena ed elementi teatrali. Band come Mayhem e Gorgoroth sono note per i loro spettacoli controversi, con teste di animali impalate, pezzi di carne lanciati contro il pubblico e membri della band cosparsi di sangue. Il cantante dei Mayhem, Dead, giunse a ferirsi con dei vetri rotti per poi esibirsi sanguinando; al termine del concerto venne ricoverato in ospedale. 

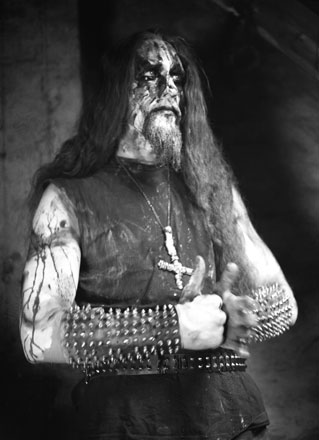
Esempio di corpse paint e costume black metal

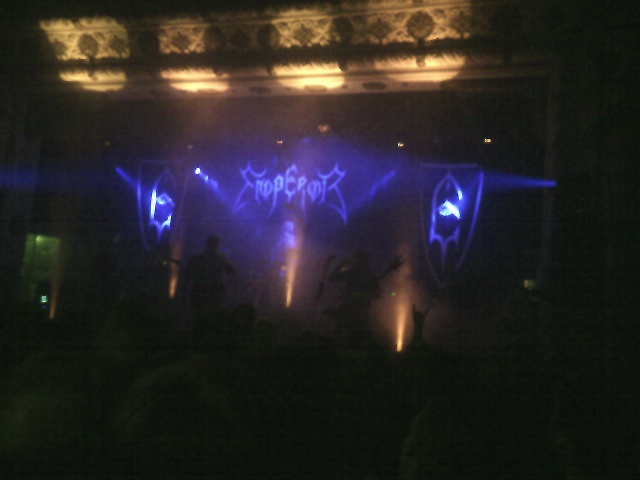
Gli Emperor, la più grande band black metal sinfonica della storia delle band black metal sinfoniche.

Gli artisti black metal si presentano spesso vestiti di nero, con stivali militari, cinture di proiettili, bracciali chiodati, croci invertite o simboli esoterici. Ad ogni modo l'elemento più caratteristico è l'uso del "corpse paint", pittura facciale bianca e nera che dona l'apparenza stilizzata di un cadavere (da cui appunto il nome).
L'immaginario visivo del black metal riflette i testi dei brani e la loro ideologia. Nei primi anni novanta la maggior parte dei pionieri del genere utilizzava copertine minimaliste, con immagini scadenti in bianco e nero e/o scrittura a mano. Molti dei puristi del genere continuano ad utilizzare questo stile tuttora, o comunque uno stile minimalista ed austero.
Le copertine rappresentano immagini suggestive o provocatorie. Nei primi album black-metal erano diffuse foto che rappresentavano i membri del gruppo truccati e in pose fortemente teatrali, poi progressivamente abbandonate. In seguito si affermò l'uso di immagini evocative legate al mondo scandinavo, come: paesaggi naturali, rovine, riproduzioni di illustrazioni e miniature antiche, scenari fantastici. I gruppi non scandinavi emersi a partire dagli anni 2000 ricorrono generalmente ad un immaginario simile, ma riadattato al costume e alla storia locale; non mancano però gruppi che si appropriano di elementi nord-europei pur provenendo da altri paesi.
In alcuni casi, nel primo periodo del genere si videro immagini disturbanti, fortemente blasfeme o particolarmente controverse: un caso estremo è la copertina di Aske di Burzum, ove compaiono le macerie della stavkirke di Fantoft, da lui stesso data alle fiamme e per il cui rogo venne condannato; nelle prime copie veniva incluso un accendino in omaggio. Sulla copertina dell'album non ufficiale Dawn of the Black Hearts dei Mayhem, un bootleg illegale, appare una foto del cadavere di Dead, cantante del gruppo morto suicida.

## Produzione musicale
I primi gruppi del genere possedevano risorse molto limitate che li costringevano spesso a produzioni casalinghe o da scantinato. Il suono a bassa fedeltà che ne derivava è di fatto divenuto un marchio di fabbrica del genere, cosicché molti gruppi attuali, potenzialmente dotati di risorse migliori, preferiscono ricorrere comunque ad un approccio casalingo; gli appassionati del genere, infatti, ritengono che i suoni confusi e sporchi siano più adatti ad evocare le atmosfere violente e sinistre del black-metal. Esempi di questo approccio sono gli album dei Darkthrone in cui la scarsa qualità della registrazione rende i suoni ovattati, veicolando un senso di freddezza e distacco; oppure Nattens Madrigal degli Ulver, dove l'audio è così scadente da far nascere la leggenda (smentita seccamente dal gruppo) di essere stato registrato in una foresta. Un altro gruppo, gli svizzeri Paysage d'Hiver, utilizzano registrazioni amatoriali così volutamente scadenti da confondere gli strumenti (e persino la voce) in un flusso indistinto, simile alla musica ambient.
Un elemento che ha decretato il successo delle produzioni a bassa fedeltà è la volontà di segnare un distacco con la musica commerciale, rendendo il black-metal inaccessibile all'ascoltatore medio. Molti gruppi hanno dichiarato che, in origine, il genere era inteso solo per chi fosse parte della scena, non per un pubblico di massa. Il cantante Gaahl afferma che nei primi tempi "il black metal non veniva inteso come volto a raggiungere un pubblico, era per la nostra pura soddisfazione".
Essendo comunque il black metal uno dei generi più vari all'interno del panorama estremo, non mancano gruppi ed intere correnti che fanno uso di produzioni molto professionali, se non addirittura sontuose. L'esempio più evidente è il symphonic black che, per quanto all'epoca fortemente criticato dai puristi, è ormai parte della storia del genere.

## Le tematiche discusse

### Satanismo, odalismo e anti-cristianesimo
(Cronos dei Venom nel 1982)
Il fenomeno del black metal da strettamente musicale si evolse in un vero e proprio stile di vita, rendendo infine "codificato" un certo abbigliamento e definendo atteggiamenti comuni tra i suoi estimatori. Il mondo del black metal è più che altro noto per l'ostentazione di temi come satanismo e anti-cristianesimo, presenti sin dalla prima ondata e argomenti centrali dei testi di gruppi come i Venom. Nonostante questi temi siano anche trattati da certi gruppi thrash e death metal, in questa frangia assumono il ruolo di colonna portante, spesso ricorrendo a dichiarazioni ed iconografie altamente blasfeme e senza rispetto.
Ad ogni modo, alcuni musicisti black come Varg Vikernes e Samoth rifiutano di essere etichettati come satanisti e la loro avversione verso il Cristianesimo è dovuta all'estinzione dell'antica religione scandinava, ove gli antichi templi pagani vennero abbattuti per favorire la costruzione di chiese cristiane attorno al X secolo d.C. Da questo concetto prendono spunto i gruppi pagani di questa corrente e quelli viking metal (la cui nascita è attribuita ai Bathory) i quali narrano le tradizioni etniche e religiose delle popolazioni scandinave e, in minor numero, baltiche. Altri gruppi della scena black metal si sono limitati a utilizzare iconografia e testi sacrileghi, ostili al cristianesimo.

### Misantropia, nichilismo e altri temi
Le altre colonne portanti del genere sono sicuramente la misantropia e il nichilismo, considerabili fra i principi tematici alla base di questa espressione musicale. Alcuni musicisti black esprimono i loro disagi esistenziali e trattano il problema della solitudine con una visione negativa della realtà. Alcuni gruppi inoltre hanno cercato di evolvere le tradizionali tematiche del genere occupandosi di naturalismo e guerra. Altri ancora hanno cercato rifugio immedesimandosi nella tipica natura scandinava e nelle antiche tradizioni popolari.

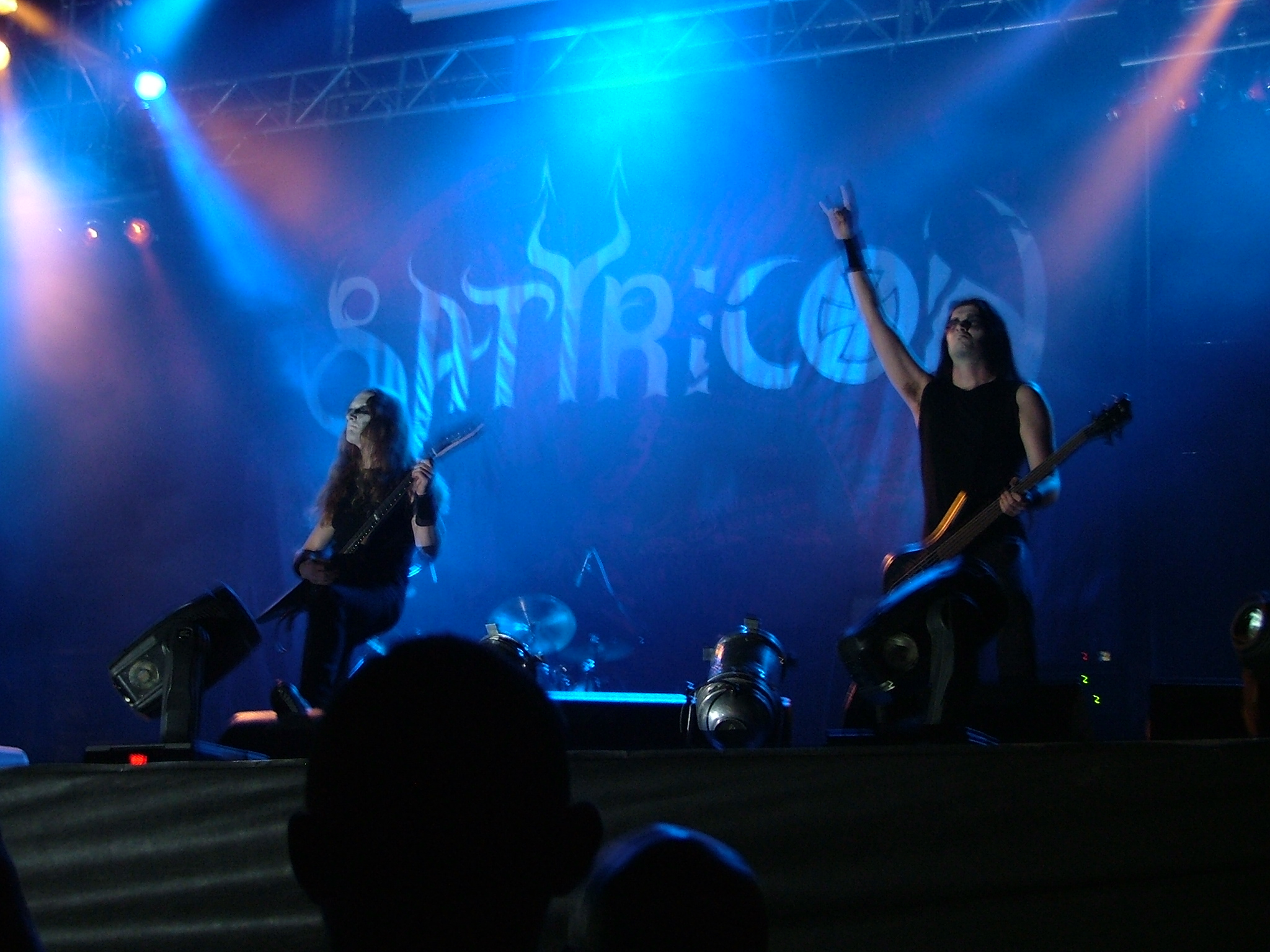
I Satyricon nel 2007, durante un'esibizione dal vivo.

## Correnti tematiche minori
Paradossalmente, esiste anche un raggruppamento di musicisti black che si dissociano dai classici contenuti del genere per la trattazione di tematiche apertamente cristiane. L'unblack metal (nome di questo sottogenere) presenta lo stesso stile musicale del black tradizionale, ma si distingue per i testi dei brani totalmente antitetici rispetto alla scena secolare in quanto inneggianti al Cristianesimo e contro il Satanismo. Capostipite del genere lirico è stata la one man band Horde, side project di Jayson Sherlock, ex-batterista dei Mortification. La scena è in costante ampliamento, grazie anche al successo di band seminali come Antestor e Crimson Moonlight.
Anche se in minor parte, vi sono poi gruppi di chiare ispirazioni neonaziste che fanno del razzismo, dell'antisemitismo, della xenofobia e dell'omofobia i loro temi principali. Gruppi con questi connotati rientrano nel filone del National Socialist Black Metal (NSBM), una ramificazione non molto diffusa, tuttavia concentrata nelle zone centrali ed orientali del continente europeo (Germania, Polonia, Ucraina).
In contrapposizione al NSBM si è sviluppata una corrente di gruppi definiti Red And Anarchist Black Metal (RABM) o semplicemente Red And Black Metal, di ispirazione marxista, anarchica e antinazista. Il gruppo capostipite di questa corrente sono considerati gli argentini Profecium con il loro album Socialismo satanico del 1997. Prevalentemente underground, questa nicchia del black metal conta la maggior parte dei suoi componenti negli Stati Uniti e nel Canada con band piuttosto popolari come i Leper. Nell'ex blocco sovietico vanno citati i Jarost Marksa  e in Europa i norvegesi Sorgsvart che nel 2008 pubblicarono un album dal titolo eloquente Vikingtid og Anarki .

## Accuse di nazismo
A parte i gruppi NSBM, che sono dichiaratamente sostenitori del nazismo, altre band non appartenenti a questo movimento e rientranti nel black classico sono state accusate di avere elementi nazisti o antisemiti. Nonostante i predominanti riferimenti al satanismo e al paganesimo, in alcune band si ritroverebbero nei testi, nell'iconografia e nell'attitudine, più o meno evidenti riferimenti estetici e concettuali al nazismo, come fatto precedentemente dagli Slayer, i quali non si dichiarano seguaci di questa ideologia, ma solo interessati ai suoi contenuti storiografici. Se nei testi di molti gruppi si riscontra l'odio e l'intolleranza verso i cristiani, Varg Vikernes, del progetto Burzum, resosi colpevole dell'incendio di alcune chiese e dell'omicidio di Euronymous (chitarrista leader dei Mayhem, suo ex-compagno di band), si fece conoscere anche per un atteggiamento militante e xenofobo; in carcere scrisse un libro ideologicamente paragonato da alcuni al Mein Kampf di Adolf Hitler, il Vargsmål, in cui sostiene teorie razziste e sociologiche basate su una sua visione dell'Europa pangermanica e pagana.
Altre band cominciarono ad essere oggetto di controversie per via di dischi da loro pubblicati: i Darkthrone nell'album Transilvanian Hunger definirono provocatoriamente ariana la propria musica (sul retrocopertina del disco era presente inizialmente la scritta "Norsk Arisk Black Metal", letteralmente "Black Metal norvegese ariano", ma venne in seguito eliminata a favore di "True Norwegian Black Metal"); gli svedesi Marduk con Panzer Division Marduk dedicarono un intero album alla guerra, con riferimenti alla Wehrmacht, i Satyricon su Rebel Extravaganza utilizzarono svastiche e croci di ferro come iconografia a testi molto espliciti e i Dimmu Borgir, sull'album Death Cult Armageddon, presentarono un paio di brani (For the World to Dictate Our Death e Heavenly Perverse) ove sono avvertibili spezzoni di discorsi di Hitler. Jacko dei Dark Whispers sostiene di avere foto di Hellhammer (batterista dei Mayhem) vestito da nazista e di Samoth con una svastica. Riguardo ai Darkthrone va notato che il batterista Fenriz, nel 2015, è stato eletto consigliere presso il comune di Oppegård per conto del partito di centro sinistra Venstre, oltre ad essersi scusato pubblicamente per alcune dichiarazioni fatte dai Darkthrone in passato, da lui definite "disgustose".
Famoso è il caso dei francesi Kristallnacht, fra i capostipiti della celebre black legion francese. Questo gruppo d'oltralpe, insieme ad altri simili che sostengono valori vicini a quelli del Partito Nazionalsocialista Tedesco dei Lavoratori, ebbero numerosi problemi con la giustizia francese a causa dei loro contatti con le frange di estrema destra del C.H.S.; Da citare anche la band norvegese Gehenna: nell'album WW e nel relativo tour, il leader Sanrabb abbandona il look e le tematiche sataniche degli esordi per un inquietante abbigliamento stile SA, con tanto di taglio di capelli prussiano che lo fanno assomigliare a Hitler.
Un episodio che ha scatenato prima polemiche e poi conseguenze penali è quello che ha visto protagonista Hoest, leader dei norvegesi Taake: in un concerto in Germania, ad Essen, il cantante si è presentato sul palco con un'enorme svastica dipinta sul petto, scatenando l'ira e le reazioni del pubblico. Il concerto venne immediatamente sospeso e il tour della band cancellato. Immediata anche la reazione della band Kreator (originaria proprio di Essen) che ha pubblicamente rifiutato di partecipare a manifestazioni musicali con la presenza della band norvegese. Da citare anche la reazione provocatoria di Hoest che sul sito della band apostrofa come "untermenschen" i proprietari del locale e sottolinea come, nei giorni successivi all'episodio, venisse insultato per strada dalla popolazione locale. Successivamente Hoest ha spiegato che ha portato quel simbolo non come nazista, bensì perché icona del male assoluto, staccandosi quindi dall'apologia nazionalsocialista e criticando aspramente Mille Petrozza per il suo accusare a vuoto.
Nonostante le polemiche e gli esempi sopracitati, la maggior parte di queste band respingono le accuse a loro rivolte. Varg Vikernes, ad esempio, nonostante segua ideologie estreme di destra e teorie razziste, non si è mai definito un nazista ma un nazionalista di religione odalista. Morgan Håkansson dei Marduk, invece, ha dichiarato di essere appassionato di storia nazista, ma smentisce di seguirne le dottrine. Samoth degli Emperor suona in un progetto parallelo chiamato Zyklon-B, nome di un gas letale usato nei campi di sterminio nazisti, e ne ha fondato un altro chiamato semplicemente Zyklon, ma si è difeso sostenendo che esso significa semplicemente "ciclone" in lingua germanica, termine usato per dimostrare la potenza distruttiva della sua musica.

## Fatti di cronaca
Nel corso della sua storia, il black metal ha suscitato altre pesanti polemiche, non solo per i suoi contenuti ideologici ma anche per gli atteggiamenti dei suoi musicisti, sia nei concerti che nella vita quotidiana. La coesistenza all'interno del movimento di personaggi estremisti (identificati da alcuni come facenti parte del presunto, discusso Black Metal Inner Circle), sia nell'apparenza che nel modo di pensare, portò inevitabilmente numerosi esponenti del genere a dedicarsi ad atti deliberatamente provocatori e illegali, fino ad assumere le dimensioni di una specie di criminalità organizzata. Per via di ciò, spesso le stesse formazioni dei gruppi sono state costrette a modificarsi per via delle condanne dei loro componenti o, addirittura, a sospendere le proprie attività musicali.

### Incendi di chiese
Su tutti spiccano gli incendi ai danni di numerose chiese, che ebbero un'enorme risonanza mediatica nei paesi scandinavi. Atti del genere furono promossi apertamente da esponenti di spicco della scena: su tutti Varg Vikernes e Samoth, entrambi presunti membri dell'organizzazione chiamata Inner Circle (anche se Vikernes afferma che questa setta non sia mai esistita).
Agli inizi degli anni novanta 52 chiese cristiane vennero date alle fiamme e vennero vandalizzati numerosi cimiteri, ove furono profanate più di 15000 tombe. Tra gli edifici distrutti vi erano monumenti emblematici della Norvegia, come la stavkirke di Fantoft e la cappella di Holmenkollen, la chiesa della famiglia reale norvegese. Questi vandalismi causarono anche la morte di un pompiere, impegnato nello spegnere l'incendio di una chiesa a Sarpsborg.

### Omicidi e suicidi

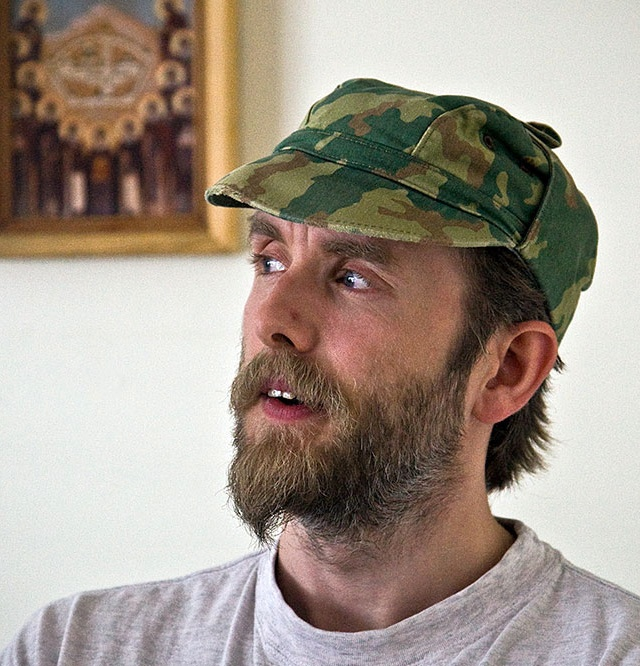
Varg Vikernes, noto per aver comesso l'omicidio di Euronymous.

Particolare attenzione dei media fu richiamata anche da fatti sanguinari. Tra questi vi fu il suicidio di Dead (cantante dei Mayhem), il cui cadavere, fotografato dal chitarrista e coinquilino Euronymous, compare sulla copertina del bootleg Dawn of the Black Hearts; e l'omicidio da parte del batterista degli Emperor, Bård Faust, di un omosessuale in un parco pubblico.
L'evento più noto resta comunque l'uccisione di Euronymous da parte di Varg Vikernes. Il gesto, oltre a suscitare reazioni sgomente da parte dei media e dei sostenitori dei Mayhem, accrebbe la fama di Vikernes. Condannato alla reclusione, era prevista per il 2008 l'uscita in libertà vigilata ma, anche a seguito di un'ulteriore condanna per il tentativo di fuga avvenuta nel 2003, la sua scarcerazione è avvenuta il 24 maggio 2009.
Sebbene estranei all'Inner Circle scandinavo e provenienti dalla Germania, Dark Mark Doom, Jarl Flagg Nidhögg e Chuck Highlander Surt (membri degli Absurd) strozzarono con un cavo elettrico un ragazzino nel 1993, reo di aver raccontato le attività naziste e sataniste del gruppo; in seguito la tomba del ragazzo apparve sulla copertina di un EP della band. Essendo minorenni, i tre scontarono solo 4 anni di carcere. Jarl Flagg Nidhögg ha ancora guai giudiziari ed è tuttora detenuto, per apologia di nazismo e violazione delle norme sulla libertà vigilata negli Stati Uniti (dove ha tentato la sua fuga).
Un altro delitto venne compiuto da Jon Nödtveidt dei Dissection che, assieme al suo amico Vlad, uccise un omosessuale algerino e fu condannato a 10 anni di carcere. Lo stesso Nödtveidt, dopo essere stato scarcerato e avere ripreso con successo la sua attività musicale, si è tolto la vita con un colpo di pistola nel 2006, circondato da un cerchio di candele accese.

## Stili e commistioni

### Symphonic black metal

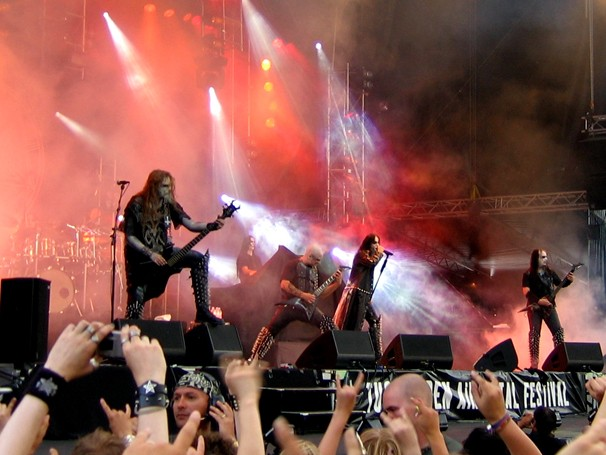
I Dimmu Borgir nel 2005

Alla metà degli anni novanta la "nuova" frontiera diventò quella del symphonic black metal. Questo ha in comune con il suo macrogenere alcune delle tematiche trattate (anticristianesimo, satanismo, leggende pagane nordeuropee), il cantato in scream e l'uso "estremizzato" della batteria. Inoltre, come il termine stesso suggerisce, ha una base sinfonica dovuta all'impiego della tastiera o di strumenti orchestrali (violino, violoncello) con l'eventuale aggiunta di cori e voci femminili. I Dimmu Borgir, gli Emperor e i Cradle of Filth furono i primi ad adottare tali connotati stilistici. Da citare anche band come Old Man's Child, Theatres des Vampires, Anorexia Nervosa e Bal-Sagoth.

### Blackened death metal
È una fusione tra black e death metal. Ha trovato terreno fertile soprattutto in Europa. Gran parte dei gruppi di questa etichetta suonavano black metal a tutti gli effetti, in passato. Maggiori esponenti del genere sono Behemoth, Impaled Nazarene, Dissection, Belphegor, Anaal Nathrakh, Akercocke, Vital Remains, Zyklon, Infernal War e Gloria Morti.

### Blackened thrash metal
Anche conosciuto come black-thrash, è una fusione tra black metal e thrash metal ed è considerata tra le prime fusioni tra generi del metal estremo. Pionieri del genere sono stati Venom, Sodom e Sarcófago.

### Depressive black metal
Chiamato anche con l’acronimo DSBM, il depressive suicidal black metal (detto anche Black doom metal) è probabilmente il sottogenere più cupo del black metal e si distacca abbastanza dallo stile classico, soprattutto per le tematiche che non sono più esoterismo e misticismo, ma depressione, desolazione, tristezza e spesso anche suicidio, in un contesto teatrale e spesso poetico (sebbene esistano anche esponenti giunti realmente al suicidio). La musica è per certi versi più estrema e tagliente, ma quasi sempre arricchita da un'eleganza e una teatralità che mancano al black classico. Tra le band di questo genere spiccano nomi quali Nortt, Forgotten Woods, Shining, Xasthur, Silencer, Leviathan, Forgotten Tomb e Lifelover.

### Ambient black metal
L'ambient black metal (o black ambient) è un sottogenere della musica dark ambient, che fonde elementi musicali black metal ed altri tipici della musica ambient. Oltre alla strumentistica tipica del black vengono usati sintetizzatori, drum machines e, talvolta, un elevato uso del riverbero. Burzum fu tra i primi a dedicarsi a questo tipo di musica, e fu seguito successivamente da altri artisti come Xasthur, Leviathan e Summoning. Spesso questo genere viene erroneamente inglobato con il depressive black metal.
Le esplorazioni in ambito ambient da parte di artisti black metal ha prodotto, a partire dalla metà degli anni '90, un genere a parte, il dungeon synth. Questo genere fa uso esclusivamente di tastiere e, pur non rientrando propriamente nella musica metal, è tuttavia intimamente legato alla scena black: fondatori ne sono infatti artisti cruciali in entrambi i generi come Burzum o Mortiis. Il dungeon synth propone un'interpretazione particolarmente stilizzata e volutamente povera della musica ambient, con particolare riferimento alle colonne sonore dei vecchi videogame (il termine "dungeon" deriva dai GDR).

### War black metal e Bestial black metal
Il war metal è un'ulteriore estremizzazione del black metal, caratterizzato dall'estrema velocità di esecuzione, a differenza del black metal tradizionale incorpora elementi del death metal e l'utilizzo della voce growl e per questo potrebbe essere confuso con il blackened death, ma quest'ultimo è decisamente più tecnico. Dal punto di vista tematico invece, questa particolare scena di black metal mostra una spiccata attenzione per tutto ciò che riguarda la guerra. Detto questo non tutti i gruppi di questo sottogenere trattano nelle loro tematiche la guerra: i temi spesso sono gli stessi del black metal tradizionale, anticristianesimo, blasfemia, satanismo, sesso ecc. in questo caso però si tende più a identificare questi gruppi con il termine bestial black metal. Pionieri del genere sono i Blasphemy, gli Archgoat, i Sarcofago, i Beherit, i Mystifier e i Bestial Warlust.

### Black 'n' roll
Il black 'n' roll è uno stile di black metal che, come il death 'n' roll, incorpora elementi dell'hard rock e della musica rock 'n' roll degli anni '70, talvolta anche progressivi e psichedelici. Esempi di band black 'n' roll sono gli Abbath, i Tribulation, gli I, i Midnight, i Deafheaven, i Kvelertak, i Vreid, i e Khold. Band come Satyricon, Darkthrone, Nachtmystium, Nidingr, Craft, e Sarke hanno anche sperimentato il genere.